# Bronisław Dąbrowski
Bronisław Dąbrowski (Grodziec, 2 novembre 1917 – Varsavia, 25 dicembre 1997) è stato un vescovo cattolico polacco.
È stato vescovo ausiliare di Varsavia (1962 - 1993) e segretario generale della Conferenza episcopale polacca (1968 - 1993). Nel 1982 Dąbrowski divenne arcivescovo titolare pro hac vice e nel 1993 decano dell'arcidiocesi di Varsavia. Dato il suo ruolo nella Conferenza episcopale, l'arcivescovo Dąbrowski prese parte agli avvenimenti politici della Polonia comunista. Nel dicembre 1981 scrisse una lettera al generale Wojciech Jaruzelski, in cui condannava la proclamazione della legge marziale in Polonia e le successive repressioni da parte del regime.

## Biografia
Dąbrowski nacque a Grodziec, oggi Polonia, nel 1917. A 29 anni prese i voti nella congregazione dei padri orionini e il 10 giugno 1945 fu ordinato sacerdote cattolico. Fece opere di carità a favore dei bambini feriti dalla guerra, aiutando a fondare un orfanotrofio a Izbica Kujawska. Nel 1950 divenne direttore dell'Ufficio dell'Episcopato della Polonia e l'anno dopo fu messo a capo del segretariato del primate di Polonia Stefan Wyszyński. Su sua raccomandazione, nel 1962 papa Giovanni XXIII lo nominò vescovo ausiliare di Varsavia.
Dal 1968 al 1993 fu segretario generale della Conferenza episcopale polacca. Presso la Santa Sede rappresentava gli sforzi della Chiesa polacca per stabilire un'amministrazione permanente nei "territori recuperati" che erano appartenuti alla Germania. Teneva regolarmente delle discussioni con i rappresentanti del Partito comunista polacco e con il governo su questo e altri temi, insistendo sui vari diritti e libertà per la Chiesa polacca e la resistenza alla repressione nella vita religiosa e nella società. Partecipò ai negoziati che posero le basi per i cambiamenti sistemici in Polonia (1988 e 1989).
Bronisław Dąbrowski si ritirò nel febbraio del 1993. Morì a Varsavia il giorno di Natale 1997. È sepolto nel cimitero Powązki.

## Genealogia episcopale
La genealogia episcopale è:
- Cardinale Scipione Rebiba
- Cardinale Giulio Antonio Santori
- Cardinale Girolamo Bernerio, O.P.
- Vescovo Claudio Rangoni
- Arcivescovo Wawrzyniec Gembicki
- Arcivescovo Jan Wężyk
- Vescovo Piotr Gembicki
- Vescovo Jan Gembicki
- Vescovo Bonawentura Madaliński
- Vescovo Jan Małachowski
- Arcivescovo Stanisław Szembek
- Vescovo Felicjan Konstanty Szaniawski
- Vescovo Andrzej Stanisław Załuski
- Arcivescovo Adam Ignacy Komorowski
- Arcivescovo Władysław Aleksander Łubieński
- Vescovo Andrzej Stanisław Młodziejowski
- Arcivescovo Kasper Kazimierz Cieciszowski
- Vescovo Franciszek Borgiasz Mackiewicz
- Vescovo Michał Piwnicki
- Arcivescovo Ignacy Ludwik Pawłowski
- Arcivescovo Kazimierz Roch Dmochowski
- Arcivescovo Wacław Żyliński
- Vescovo Aleksander Kazimierz Bereśniewicz
- Arcivescovo Szymon Marcin Kozłowski
- Vescovo Mečislovas Leonardas Paliulionis
- Arcivescovo Bolesław Hieronim Kłopotowski
- Arcivescovo Jerzy Józef Elizeusz Szembek
- Vescovo Stanisław Kazimierz Zdzitowiecki
- Cardinale Aleksander Kakowski
- Cardinale August Hlond, S.D.B.
- Cardinale Stefan Wyszyński
- Arcivescovo Bronisław Dąbrowski, F.D.P.